# Will Shetterly

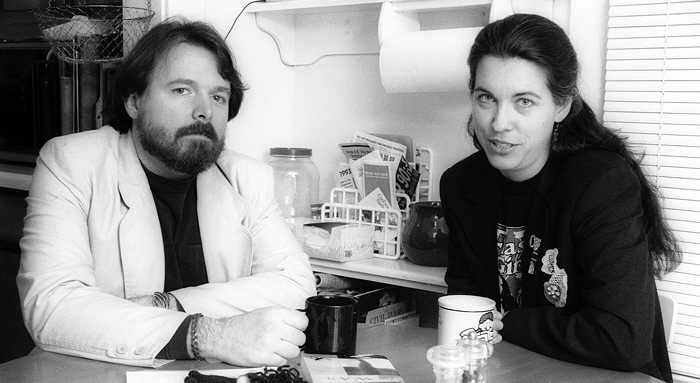
Will Shetterly și Emma Bull

Will Shetterly (născut 1955) este un scriitor american de fantasy și science fiction. Este cel mai cunoscut pentru romanul său din 1997 Dogland. Acesta a fost inspirat de copilăria autorului și de atracția turistică Dog Land deținută de părinții săi.A primit Minnesota Book Award for Fantasy & Science Fiction pentru romanul său Elsewhere (1991) și a fost finalist cu Nevernever (1993); ambele cărți având acțiunea în același univers Terri Windling's The Borderland Series. A mai scris povestiri pentru diverse antologii Borderland.

## Biografie
Este căsătorit cu scriitoarea Emma Bull. Cei doi locuiesc în Minneapolis, MN și sunt membri ai grupului  de autori The Scribblies, alături de Pamela Dean, Kara Dalkey, Nate Bucklin, Patricia Wrede sau Steven Brust. Shetterly și Bull au creat și editat antologiile Liavek care au loc în același univers fictiv.
Shetterly este creatorul personajului de benzi desenate Captain Confederacy, a jucat un rol minor în filmul Toxic Zombies (Bloodeaters) și a candidat pentru postul de guvernator de Minnesota în 1994 din partea partidului Grassroots.
În 2009, a donat arhiva sa departamentului de cărți rare și colecții speciale (department of Rare Books and Special Collections) de la Northern Illinois University.

### Povestiri
- "Bound Things" (Liavek. Ace Books, 1985)
- "A Happy Birthday" (Liavek: The Players of Luck. Ace Books, 1986)
- "Six Days Outside the Year" (Liavek: Festival Week. Ace Books, 1990)
- "Nevernever" (Life on the Border, Terri Windling, ed., Tor Books, 1991)
- "Time Travel, the Artifact, and a Significant Historical Personage" (Xanadu, Jane Yolen, ed., Tor Books, 1993)
- "Danceland" (with Emma Bull) (Bordertown, Edited by Terri Windling. Signet Books and Tor Books, 1996)
- "The Princess Who Kicked Butt]" (A Wizard's Dozen, edited by Michael Stearns. Harcourt Brace, 1993;[6]
- Year's Best Fantasy and Horror, Seventh Annual Collection, Ellen Datlow and Terri Windling, eds., St. Martin's Press, 1994; Cricket (Feb 1997))
- "Oldthings" (Xanadu 2, edited by Jane Yolen. Tor Books, 1994)[7]
- "Brian and the Aliens," - tradusă în română ca „Brian și extratereștrii” (Bruce Coville's Book of Aliens: Tales to Warp Your Mind, Bruce Coville, ed., Scholastic, 1995)
- "Dream Catcher" (The Armless Maiden, edited by Terri Windling. Tor Books, 1995)[8]
- Taken He Cannot Be]" (Peter Beagle's Immortal Unicorn, edited by Peter S. Beagle and Janet Berliner. HarperPrism, 1995; Eos 1999 (paperback ed.))[9]
- "Secret Identity]" (from A Starfarer's Dozen, edited by Michael Stearns. Harcourt, 1995)[10]
- "Splatter" (The Sandman Book of Dreams, Neil Gaiman & Ed Kramer, ed. Harper Prism, 2002)
- "Little Red and the Big Bad" (Swan Sister, edited by Ellen Datlow and Terri Windling. Simon & Schuster, 2003)[11]
- "The People Who Owned the Bible" (Self-published on Will Shetterly's blog, 10 ianuarie 2005)[12]
- "Kasim's Haj" (Self-published on Will Shetterly's blog and given into the public domain, 1 ianuarie 2006)[13]

### Romane
- Cats Have No Lord (1985)
- Witch Blood (1986)
- The Tangled Lands (1989)
- Elsewhere (1991)
- Nevernever (1993)
- Dogland (1997)
- Chimera (2000)
- Thor's Hammer (The Voyage of the Basset) (2000)
- The Gospel of the Knife (July 2007)
- Midnight Girl ( An Online Novel; scroll to External Links, and it is [2])

### Colecții
- Double Feature (1995, colecție realizată împreună cu Emma Bull) pentru NESFA Press

### Serii antologice
- Liavek (1985, Ace Books, editată cu Emma Bull)
- Liavek: The Players of Luck (1986,  Ace Books, editată cu Emma Bull)
- Liavek: Wizard's Row (1987, Ace Books, editată cu Emma Bull)
- Liavek: Spells of Binding (1988, Ace Books, editată cu Emma Bull)
- Liavek: Festival Week (1990, Ace Books, editată cu Emma Bull)

### Nonfiction
- Shetterly, Will (2014). How to make a Social Justice Warrior: On identitarianism, intersectionality, mobbing, racefail, and failfans 2005-2014. Amazon Digital Services, Inc. ASIN B00IRUW8J6.

## Premii
A câștigat Minnesota Book Award for Fantasy & Science Fiction pentru romanul Elsewhere.  Romanul său The Gospel of the Knife a fost nominalizat în 2008 pentru Premiul World Fantasy.